# Thomas Schmidt
Thomas Schmidt (Bad Kreuznach, Renânia-Palatinado, 18 de fevereiro de 1976) é um canoísta de slalom alemão na modalidade de canoagem.
Foi vencedor da medalha de ouro em Slalom K-1 em Sydney 2000.